# Mon plus beau cadeau de Noël
Pour plus de détails, voir Fiche technique et Distribution.
Mariah Carey présente : Mon plus beau cadeau de Noël (Mariah Carey's All I Want for Christmas Is You), ou plus simplement Mon plus beau cadeau de Noël, est un film de Noël d'animation en images de synthèse américain réalisé par Guy Vasilovich et sorti directement en vidéo en 2017. Le film est une adaptation du livre pour enfant All I Want for Christmas Is You de l'artiste Mariah Carey et l'illustratrice Colleen Madden, lui-même inspiré de la célèbre chanson éponyme de Noël de la chanteuse.
Il obtient de bonnes critiques et est un succès, en se vendant à 854,77 exemplaires dès la semaine de sa sortie, juste aux États-Unis.
Pour le promouvoir, Mariah Carey enregistre le single Lil Snowman, extrait de la bande originale du film. Le single atteint la 10e meilleure vente de singles.

## Synopsis
Une petite fille prénommée Mariah passe un jour devant une animalerie et tombe sous le charme d'un petit chiot prénommé Princesse. Mariah décide donc de demander ce chiot pour Noël, mais pour que ce rêve se réalise, elle doit prouver qu'elle est capable de s'occuper d'un chien. Son oncle lui propose donc de prendre soin de Jack, son chien turbulent. Ce chien va transformer le Noël de Mariah et sa famille d'une façon inattendue.

## Fiche technique
Sauf indication contraire, les informations mentionnées dans cette section peuvent être confirmées par la base de données cinématographiques IMDb,  présente dans la section « Liens externes ».
- Titre original : Mariah Carey's All I Want for Christmas Is You
- Titre français : Mariah Carey présente : Mon plus beau cadeau de Noël
- Réalisation : Guy Vasilovich
- Scénario : Temple Mathews, d'après le livre All I Want for Christmas Is You de Mariah Carey et Colleen Madden
- Musique : Richard Evans, Matthew Gerrard et Marco Luciani
- Montage : Richard Finn
- Production : Steven Rosen, Liz Young et Mike Young
  - Production exécutive : Stella Bulochnikov et Mariah Carey
- Sociétés de production : Magic Carpet Productions, Prime Focus World, Splash Entertainment, Universal 1440 Entertainment et Universal Animation Studios
- Sociétés de distribution : Universal Studios Home Entertainment
- Pays d’origine :  États-Unis
- Langue originale : anglais
- Format : couleur - son Dolby numérique
- Genre : Film d'animation en images de synthèse
- Dates de sortie : 
  - États-Unis : 14 novembre 2017
  - France : 1er décembre 2017

## Distribution
- Breanna Yde (VF : Alice Orsat) : Mariah
- Mariah Carey (VF : Juliette Degenne) : Mariah adulte
- Dee Bradley Baker : Jack
- Lacey Chabert : Penelope
- Henry Winkler : papi Bill
- Connie Jackson : mamie Lucy
- Phil Morris (VF : Mathieu Buscatto) : Bud
- Issac Ryan Brown : Brett
- Bria D. Singleton (VF : Sandra Parra) : Beth
- Michelle Bonilla (VF : Vanessa Van-Geneugden) : Principal Reyes
- Keiko Agena : Emiko
- Laya Hayes (VF : Lisa Caruso) : Vicky
- Ali Eagle : madame Alexander
- Rachel Eggleston : Holly
- Montse Hernandez (VF : Claire Baradat) : Grace
- Julian Zane : Ernesto

## Production
Le 21 mars 2017, Mariah Carey dévoile un teaser sur ses réseaux sociaux. Dans ce teaser, elle annonce la sortie pour la fin de l'année d'un film d'animation adapté de son livre pour enfant All I Want for Christmas Is You réalisé avec l'illustratrice Colleen Madden et inspiré de sa célèbre chanson de Noël. Ce film sera produit par Universal Animation Studios et sortira directement en vidéo.
Quelques heures après cette annonce, Universal dévoile que le film sera réalisé par Guy Vasilovich et que Temple Mathews s'occupera d'adapter l'histoire du livre.
Le film sort en DVD et Blu-ray le 14 novembre 2017 aux États-Unis, puis le 1er décembre 2017 en France.

## Bande originale
Pour promouvoir le film, Mariah Carey enregistre le single Lil Snowman, extrait de la bande originale du film. Le single atteint la 10eme meilleure vente de singles.

### Liste des titres
1. All I Want for Christmas Is You - Breanna Yde
2. Lil Snowman - Mariah Carey
3. Christmas Time Is in the Air Again - Mariah Carey
4. Wild & Crazy Christmas -  Issac Ryan Brown
5. Miss You Most (At Christmas Time) - Mariah Carey
6. All I Want for Christmas Is You - Mariah Carey
7. Mariah's Christmas Theme - Richard Evans, Matthew Gerrard et Marco Luciani
8. Jack's Suite - Richard Evans, Matthew Gerrard et Marco Luciani
9. Mariah and Jack Medley - Richard Evans, Matthew Gerrard et Marco Luciani

## Accueil
Le film obtient de bonnes critiques et est un succès, en se vendant à 854,77[Quoi ?] dès la semaine de sa sortie, juste aux États-Unis.